# 邀请码
邀请码是网站为了防止用户恶意注册ID灌水，也可能是应为产品正式上线之前的内测而采取的一种好友邀请好友的注册制度，大多数网站的一个邀请码只能使用一次，一般由网站的管理员或版主发放。邀请码制度类似于CLUB的会员推荐会员制度。